# Lake Park (Milwaukee)
Lake Park, som ligger på Lake Michigan i Milwaukee, Wisconsin, er en bypark, der dækker 559.000 km2. Parken ligger nord for Milwaukee Art Museum. Lake Park er tegnet af Frederick Law Olmsted, der også designede Central Park i New York City sammen med mange andre.